# Juan Carlos Santomé
Juan Carlos Santomé Rodríguez (Las Palmas de Gran Canaria, 12 de julio de 1959) es un locutor de radio español que a lo largo de su trayectoria también ha desarrollado carrera como compositor, productor, mánager y disc-jockey.

## Biografía
A la edad de cuatro años comienza a cantar, bailar e imitar a conocidos locutores de radio. Abandona los estudios para dedicarse de lleno a la radio iniciando su andadura en 1988, cuando se incorpora a Radiocadena Española (posteriormente parte de Radio Nacional de España) en Las Palmas de Gran Canaria. 
Durante sus primeros años en la radio forma parte del equipo de Cadena SER en Las Palmas, Cadena Dial y Cadena 40 Principales (actualmente Los 40).
En 1991 compone junto a Óscar Domínguez el tema Navidad bajo el sol, que suena durante las Navidades de ese año.  Colaboran en la grabación y el videoclip José Vélez, Manolo Vieira, Manolo Almeida y La Nada, Krull (banda), Shadizar, Jabicombé y Gerson Galván, entre otros, además de los DJs de Cadena 40 Principales Gran Canaria.
En 1992 repite con Óscar Domínguez y juntos componen el tema En el aire. En esta ocasión colaboran Manolo Delgado del grupo La Nada y Mavi Díaz de Viuda e Hijas de Roque Enroll. El tema es incluido en el álbum recopilatorio El segundo vuelo, que bajo la producción de Juan Carlos Santomé cuenta con canciones de los grupos y solistas grancanarios del momento: Krull (banda), La Nada, Jabicombé, Gerson Galván o Frakaso Skolar, entre otros. Ambos videoclips son estrenados por Canal+ y suenan en toda la cadena 40 Principales.
Entre 1996 y 1997 forma parte del equipo de Onda Cero (España) en Las Palmas de Gran Canaria realizando crónicas nacionales para sus informativos. Por esa época también trabaja como DJ en Pachá (discoteca) Las Palmas.
En 1997 comienza a darle forma a la marca Flashback, que posteriormente se convertiría en Flashtime. Desde 1998 coordina Top Radio, anteriormente conocida como Radio España, hasta su desaparición en 2004, año en el que crea y coordina su propio proyecto Inolvidable FM para Radio Las Palmas junto a Asunción Benítez, Isabel del Pazo, Manolo Falcón y Jaime Falcón. Ese mismo año se realiza el primer concierto Flashback en la Plaza Mayor de Santa Ana, que cuenta con la actuación de Boney M., Viola Wills y  C.C. Catch, entre otros. Por este y los sucesivos macroconciertos pasan una media de diez mil personas en cada uno de los eventos y artistas como Village People, Gloria Gaynor, Bonnie Tyler, Grace Jones, Baccara, La Unión o Fangoria.
En 2006 se edita el primer recopilatorio de Inolvidable FM. El doble CD incluye grandes éxitos del pop y el dance internacional y cosecha altas ventas a nivel local.
En 2008 produce junto a Jaime Falcón el álbum Divinas del grupo Lady’s, concursantes en Factor X (España), en homenaje a la música de los años 70 y los años 80. El álbum cuenta con tres temas inéditos y la colaboración del grupo holandés Sherman Brothers, popular durante los años 80, y Ramón (cantante). Ese mismo año se pone en marcha Inolvidable Disco en Inolvidable FM y se inaugura en Las Palmas de Gran Canaria un local con el mismo nombre.
En 2012 recibe junto a sus compañeros de Inolvidable FM un Disco de Oro honorífico por la venta de más de 20.000 copias de los hasta entonces cuatro recopilatorios editados por la cadena de radio y el álbum debut de Lady's.
A finales de 2014 se edita un disco homenaje a la labor de 10 años de emisión de manera ininterrumpida de Inolvidable FM bajo el título 10 años inolvidables. Este trabajo incluye versiones de grandes éxitos internacionales interpretadas por artistas canarios.
En 2017 Flashtime, que se emite en la actualidad en Inolvidable FM, comienza emitirse de manera nacional en Nostalgia FM y durante una temporada es emitido en simultáneo en Radio4G.
Actualmente continúa en la radio al frente de Inolvidable FM y organiza fiestas y conciertos multitudinarios como la Fiesta Guateque, que en 2015 contaba con más de 15 ediciones y la participación de artistas como Luis Aguilé, Fórmula V, Los Brincos o Los Bravos, o los macro conciertos Flashtime, con la participación de artistas nacionales e internacionales de la década de los ochenta y noventa.
En los últimos años ha impulsado la carrera de Gustavo Hernández, conocido como Gus Jackson, uno de los mejores imitadores de Michael Jackson en el mundo, aportando su experiencia para la promoción y cierre de trabajos nacionales e internacionales en países como Suiza, Suecia o Escocia.